# António Manuel de Vilhena
António Manuel de Vilhena (Lisboa, 28 de mayo de 1663 - Malta, 10 de diciembre de 1736) fue un noble portugués, que llegó a ser Gran maestre de la Orden de Malta.

## Biografía
António Manuel de Vilhena nació en Lisboa el 28 de mayo de 1663. Era hijo del aristócrata y general Sancho Manuel de Vilhena, primer conde de Vila Flor, y de su primera esposa, Ana de Noronha. Su padre luchó en varias guerras en el centro de Europa, en Brasil contra los holandeses y en la guerra de Restauración Portuguesa contra la Corona de España. Por línea paterna, Vilhena descendía de una antigua familia española (castellana), la Casa de Manuel de Villena, y era tío lejano del duque de Terceira.
Fue Gran Maestre de la Orden de Malta entre 1722 y 1736. Durante su maestrazgo impulsó un ambicioso proyecto de obras públicas, entre las que cabe destacar la remodelación completa de la ciudad de Floriana para favorecer la expansión de La Valeta, por lo que aquella fue conocida como borgo Vilhena, así como las llevadas a cabo en las murallas de la ciudad de Mdina, cuya puerta monumental, obra del ingeniero militar francés Charles François de Mondion, lleva las armas del gran maestre sobre el arco de entrada, coronado por una inscripción conmemorativa. Asimismo, apreció el valor que para la defensa de La Valeta tenía la isla que se encuentra frente a la ciudad de Gzira, y ordenó la construcción del fuerte que lleva su nombre, Fuerte Manoel, en la abadía de Marsamxett, que da también nombre a la isla, isla Manoel (Malta). Durante esta etapa tuvo como paje a Jorge Juan y Santacilia.
En 1731, ordenó la construcción del Teatro Manoel, el tercero más antiguo de Europa en funcionamiento, y actualmente Teatro Nacional de Malta.
Falleció en Malta el 10 de diciembre de 1736.
| Predecesor: Marc-Antoine Zondodari | Gran maestre de la Orden de Malta 1722 - 1736 | Sucesor: Ramón Despuig y Martínez de Marcilla |